# Freier Deutscher Autorenverband
Der Freie Deutsche Autorenverband (FDA) ist eine unabhängige Berufsorganisation für deutschsprachige Autoren. Seine Mitglieder sind Schriftsteller, Texter, Kritiker, Librettisten, sonstige publizierende Kulturschaffende und Autorenerben. Zu den Gründungsmitgliedern gehören u. a. Hubertus Prinz zu Löwenstein-Wertheim-Freudenberg, Volkmar von Zühlsdorff, Martin Beheim-Schwarzbach, Margarete Buber-Neumann, Hans Habe, Gerhard Löwenthal, Wolfgang Stresemann, Caspar von Schrenck-Notzing und Karl Steinbuch.

## Geschichte
Der FDA entstand aus der im Frühjahr 1972 gebildeten Fraktion unabhängiger Schriftsteller im VS. Konservative Mitglieder des bayrischen Landesverbandes wollten einen Beitritt des Verbands deutscher Schriftsteller (VS) zu der als links geltenden IG Druck und Papier nicht mittragen. Sie unterlagen bei der Vorstandswahl. Der Trennung, zunächst nur auf Bayern beschränkt und von Otto Zierer mitinitiiert, folgte am 23. Februar 1973 die Gründung in München auf Bundesebene als „gewerkschaftsunabhängige Autorenvereinigung“. 1974 besetzte der FDA im Verwaltungsrat der VG Wort drei der sechs für die schöngeistige Literatur vorgesehenen Plätze, darunter Luis Trenker und der FDA-Präsident Hubertus Prinz zu Löwenstein. Der Freie Deutsche Autorenverband ist Gründungsmitglied des Deutschen Literaturfonds. 
Der FDA setzt die Tradition des „Schutzverbandes Deutscher Schriftsteller“ der 1920er Jahre fort und hat daher das Recht, dessen Namen in seinem Untertitel zu fortzuführen. Er steht in der Tradition der „Deutschen Akademie der Künste und Wissenschaften im Exil“, in der die großen Namen des deutschen Geisteslebens der Emigration sich unter dem Präsidenten Thomas Mann für die literarische und Sigmund Freud für die wissenschaftliche Klasse zusammenschlossen. Ins Leben gerufen wurde diese Akademie 1936 in New York von Hubertus Prinz zu Löwenstein.
In seiner Präambel vom 22. Oktober 2004 setzt sich der Freie Deutsche Autorenverband „überparteilich für die geistige Einheit Europas in der kulturellen Vielfalt seiner Regionen“ ein und „wendet sich gegen jede Art des Extremismus von rechts oder links sowie der Intoleranz gegenüber Religion, Rasse, Herkunft oder Geschlecht“.
Der FDA ist als Mitglied der Deutschen Literaturkonferenz mittelbar auch am Deutschen Kulturrat beteiligt, der die kulturellen, sozialen und ökonomischen Belange und Interessen der Autoren vor Mandatsträgern und der Verwaltung des Bundes, der Länder und der Europäischen Union vertritt. Ferner wirkt der FDA am Deutschen Literaturfonds und der Künstlersozialkasse mit.

## Struktur
Der Bundesverband FDA gliedert sich in ein Präsidium aus Präsident, Vizepräsident, Schatzmeister, Justitiar, Europabeauftragter, Wettbewerbs- und Jugendbeauftragter, Sonderbeauftragter für Gremienarbeit und Beauftragter für Öffentlichkeitsarbeit sowie in derzeit zehn Landesverbände mit jeweils eigenen Landesvorständen.

### Präsidium
Folgende Präsidenten bzw. Präsidentinnen standen dem FDA seit seiner Gründung vor:
- Hubertus Prinz zu Löwenstein (1973–1984)
- Nikolaus Lobkowicz (1985–1991)
- Angela Baronin von Brentano (1991–1993)
- Werner Ross (1993–1996)
- Hans Klein (1996)
- Klaus Jentsch (1997–2002)
- Ilse Nagelschmidt (2002–2018)
- Uwe Kullnick (2018–2019)
- Oliver Guntner (2019–2023)
- Franz Westner seit 2023

### Bekannte Mitglieder und Funktionäre
- Heinz Helfgen
- Bernd Kallina, 1994 bis 1998 Pressesprecher des FDA
- Rudolf Krämer-Badoni (Austritt 1977)
- Horst Krüger, Mitglied des Autorenrats des FDA
- Reiner Kunze. Ehrenmitglied
- der ehemalige Diplomat Erwin Wickert, Vizepräsident

### Aufnahmekriterien
Die Aufnahmekriterien unterliegen den Vorgaben der jeweiligen Landesverbände. Generell gilt jedoch, dass im FDA auch „unabhängige Autoren“ und „Selfpublisher“ (Ersteller von Selbstpublikationen) ohne Buchveröffentlichungen in regulären Publikumsverlagen Mitglied werden können.